# Демидов, Александр Никандрович
Демидов Александр Никандрович — участник Первой мировой войны, подпоручик. Посмертно награждён орденом Святого Георгия IV степени.

## Биография
Демидов родился в 1892 году. По окончании образования Александр Демидов вступил в ряды Русской Императорской армии и поступил вольноопределяющимся в 27-й пехотный Витебский полк. За достойную военную службу Александр Демидов был произведён в прапорщики. Перед началом Первой мировой войны летом 1914 года прапорщик Александр Демидов был переведён в 235-й пехотный Белебеевский полк.
После начала войны прапорщик Александр Демидов был призван на фронт. Далее он был произведён в подпоручики.
18 июля 1915 года бойцы 235-го пехотного Белебеевского атаковали в районе деревни Тсиск с целью остановить наступление немецких войск и занять деревню. Подпоручик Демидов, собрав отступающих бойцов роты 235-го пехотного Белебеевского полка и со словами: «Вперед за мной! В атаку! За Веру, Царя и Отечество!» двинул роты бойцов в бой и ринулся в атаку, доведя её до штыковой. Стремительной штыковой атакой подпоручик Александр Демидов, увлекая вперёд бойцов своим примером, опрокинул наступающие немецкие части и сумел вместе с ротой уничтожить несколько наступающих противников. Александр сумел путём штыковой и рукопашной схватки уничтожить несколько немецких солдат и офицеров, причинив им урон. Но подпоручик Демидов был смертельно ранен немецкой пулей и скончался. Позже, 235-й пехотный Белебеевский полк полностью занял деревню Тсиск.
За это Высочайшим Приказом Императора Николая II Александр Никандрович Демидов был награждён 18 сентября 1916 года орденом Святого Георгия IV степени посмертно.